# 왕꿈틀이
왕꿈틀이는 오리온 사에서 1994년에 출시한 지렁이 모양의 젤리이다. 봉지 안에는 다수의 작은 꿈틀이 젤리와 하나의 큰 대왕꿈틀이 젤리가 들어있다.

## 맛
작은 꿈틀이 젤리
- 딸기소다 맛
- 오렌지 맛
- 복숭아 맛

대왕꿈틀이 젤리
- 콜라 맛

## 같이 보기
- 젤리
- 지렁이
- 오리온
- 1994년